# 雷亨科斯
雷亨科斯，是西班牙加泰罗尼亚赫罗纳省的一个市镇。总面积6平方公里，总人口281人（2001年），人口密度47人/平方公里。